# Kijkduinstraat

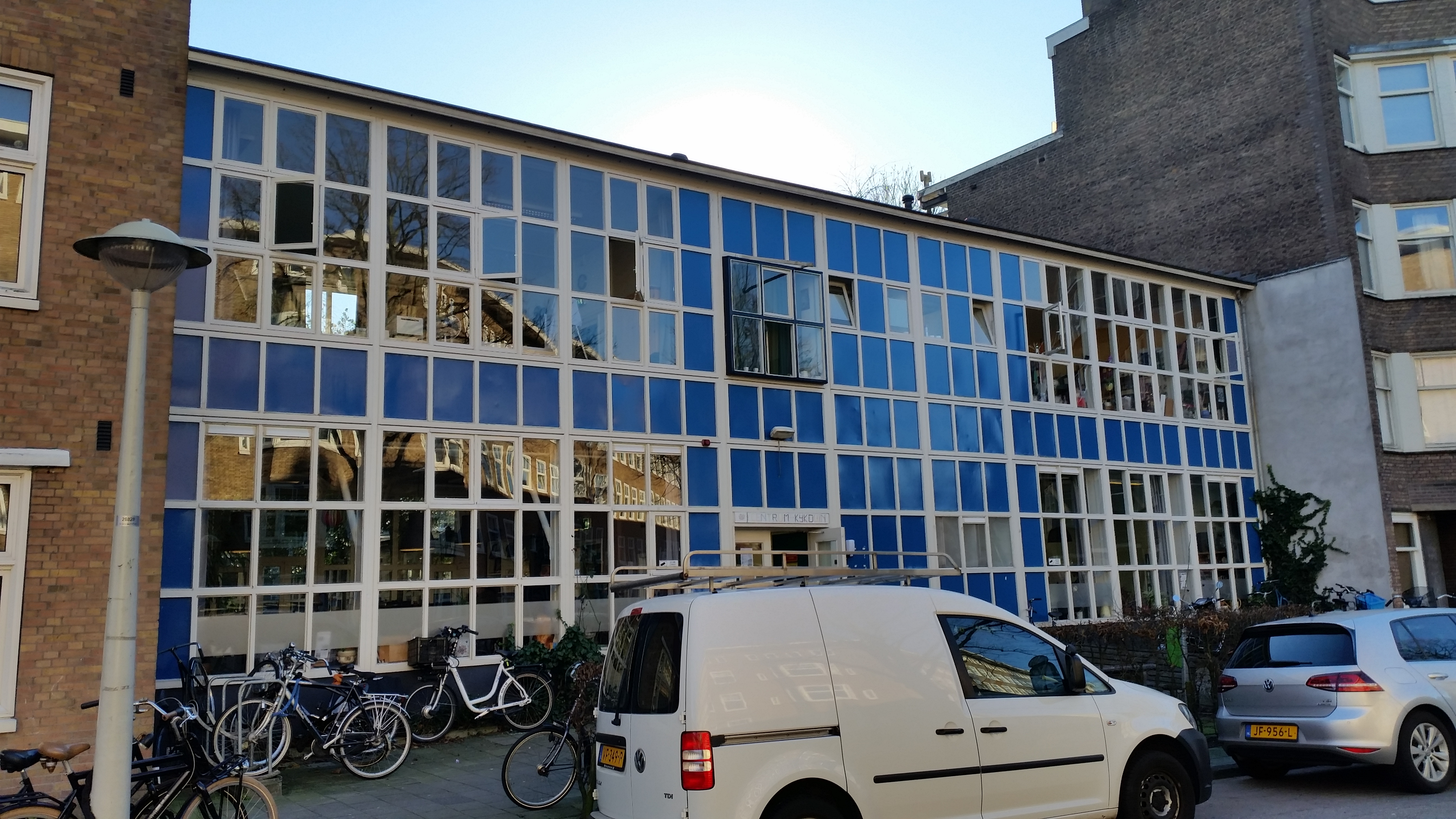
Kijkduinstraat 17, voormalige school (februari 2019)

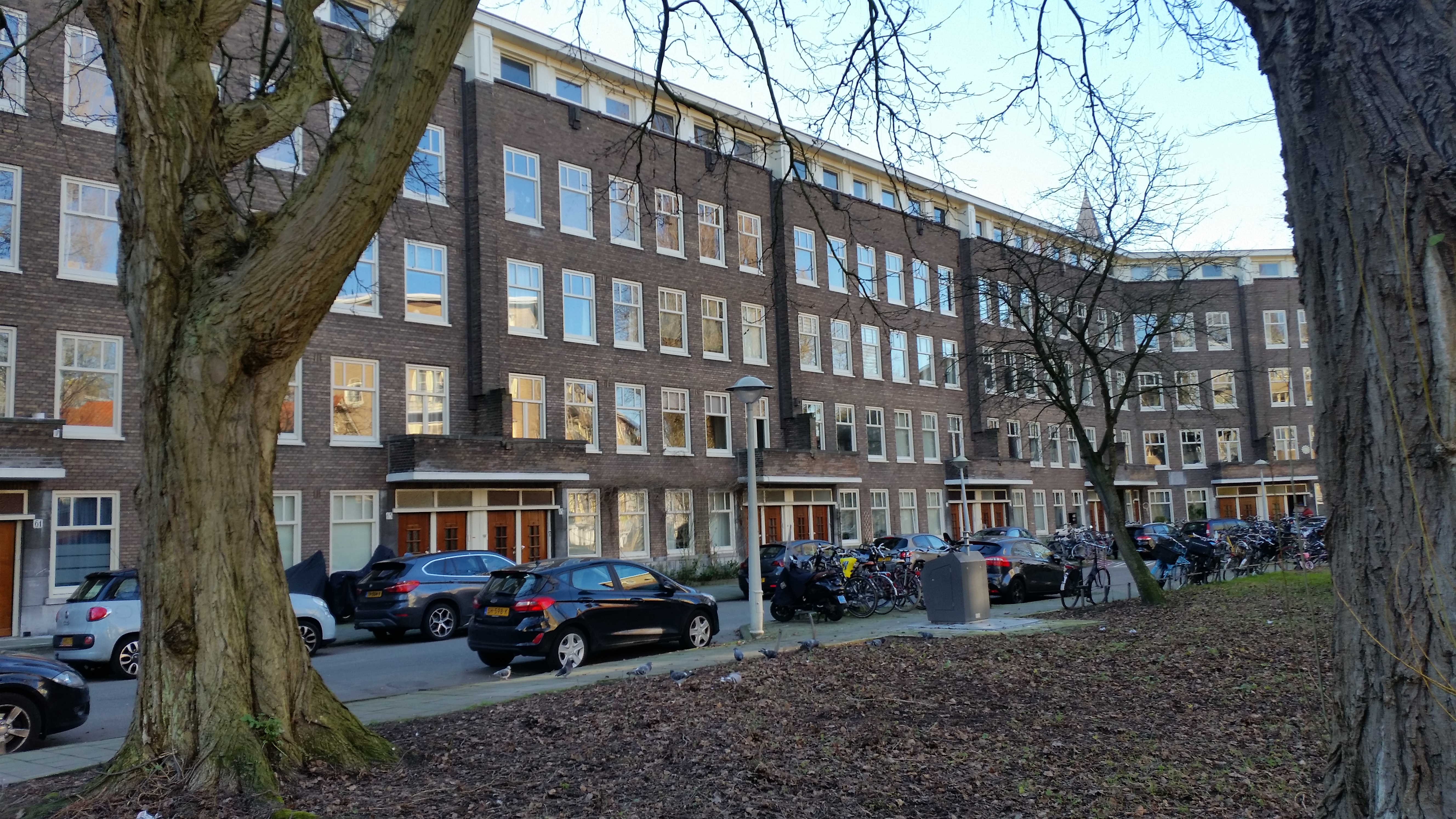
Kijkduinstraat 61-79 (februari 2019)

De Kijkduinstraat is een straat in Landlust, Amsterdam-West. De straat werd per raadsbesluit van 27 april 1933 vernoemd naar de Slag bij Kijkduin bij Fort Kijkduin bij Den Helder. Straten in de omgeving zijn vernoemd naar zeeslagen. Een aantal steden (bijvoorbeeld Haarlem en Arnhem) hebben eveneens een Kijkduinstraat. Den Haag kent een Kijkduinsestraat vernoemd naar (haar) badplaats Kijkduin.

## Ligging en geschiedenis
De straat begint aan de Bos en Lommerweg en eindigt op een ventweg van de Haarlemmerweg. De nummering loopt hiermee van zuid naar noord, terwijl die van de Bos en Lommerweg juist van noord naar zuid loopt. Het grootste deel van de straat werd gebouwd rond 1935, behalve het middenstuk aan de oostzijde, dat dateert van 1949 (Keesmanblokken). De straat ontbeert huisnummers 2, 4 en 6, wellicht ooit gepland voor een verbinding tussen de even (noordelijke) gevelwand met de bebouwing aan de Bos en Lommerweg, maar daar bleef een gat in de bebouwing (gegevens 2019). Hetzelfde geldt voor de nummers 19 en 21.
De straat is aangelegd op voormalig land- en tuinbouwgebied, waarbij na zandophoging nog de oude verkaveling is terug te vinden, zie bijvoorbeeld de nabijglegen diagonaal lopende Admiraal de Ruijterweg en Willem de Zwijgerlaan.

## Gebouwen
De straat kent maar twee gemeentelijk monumenten (geen rijksmonumenten). Toch zijn hier vermaarde architecten aan het werk geweest. Huisnummers 36 tot en met 62 behoren tot de zogenaamde Keesmanblokken, vernoemd naar architect Cornelis Keesman.

### Huisnummers 1-15
Blok Kijkduinstraat 1-15 inclusief Bos En Lommerweg 122-144 is een schepping van Arend Jan Westerman; het betreft woon/winkelpanden.

### Huisnummer 17
Hier werd in een opening in de gevelwand tussen huisnummers 15 en 23 een kleuterschool gebouwd naar een ontwerp van de Dienst der Publieke Werken; de school die in 1950/1951 gebouwd werd, werd omschreven als semi-permanent, het was de bedoeling om het later weer af te breken, maar het bleef staan en werd in 2009 benoemd tot gemeentelijk monument.; ten opzichte van de rest van de straat heeft het een zeer afwijkend uiterlijk.

### Huisnummer 23-43
De serie Kijkduinstraat 23 tot en met 43 zou afkomstig zijn van architect Meijer/Max Speijer, werkzaam voor de Gemeentelijke Woningdienst Amsterdam.

## Kijkduinstraat 45-105
Blok Kijkduinstraat 45-105, inclusief Gibraltarstraat 31-41 werd gebouwd in de crisisjaren 1933 en 1934. Ze werd gebouwd in opdracht van Stichting Hoogbouw en Tuindorp. Die stichting was een voortzetting van Stichting Tuindorp, die grond wilde beheren in Landlust, maar haar verzoek daartoe introk omdat ze onvoldoende financiële middelen had. Bij de gemeente kwam direct een verzoek binnen van NV Woningmaatschappij Hoogbouw en Tuindorp II, waarvan de directeur G.C. Heimans kort daarvoor failliet was verklaard. De oppositie in de gemeenteraad wist deze aankoop te verhinderen. Zo ging het een paar kaar heen en weer; er werd erfpacht verleend en vervolgens kon er niet betaald worden. Iedere keer wijzigde de statuten die steeds meer werden geschreven ten voordele van de arbeiders die hier in de toekomst zouden moeten komen wonen. De stichting die het terrein wel in beheer kreeg was Stichting Hoogbouw en Tuindorp, dit keer onder voorspraak van architect en raadslid Zeeger Gulden (Commissie van bijstand), die via-via wethouder Monne de Miranda regelde dat de grond toch in erfpacht werd gegeven. Er werd tevens nog garantie bij de gemeente Amsterdam bedongen. Met al dit geregel zouden meer betrouwbare bouwondernemingen buiten de deur zijn gehouden. Tussen de huisnummers 79 en 81 is een plaquette aangebracht, waarin alle namen worden genoemd.

### Huisnummers 107-143
Kijkduinstraat 107-143 en 64-102 maken deel uit van een groot complex woningen, gebouwd in opdracht van Bouwmaatschappij tot Verkrijging van Eigen Woningen. Het gehele blok is Haarlemmerweg 533-541, 545-551, 555-609, de gehele Doggersbankstraat, Gibraltarstraat 2019, 16-88, de gehele Livornostraat, Solebaystraat 55-101 en Van Gentstraat 26-62 en 25-61. De bouwmaatschappij schakelde architect Piet Kramer in voor het ontwerp. Er zijn een aantal tableaus in het complex verwerkt van Jan Schultsz (papegaaien en eekhoorns), Frits Sieger (moeder met kind en vliegtuigen) en Jaap Kaas (twee pelikanen). Het heeft geen monumentenstatus, vermoedelijk omdat bij een grootscheepse renovatie oorspronkelijke delen verloren zijn gegaan.